# Arturo Andrés Roig
Pour les articles homonymes, voir Roig.
Arturo Andrés Roig est un philosophe argentin, né le 16 juillet 1922 à Mendoza (Argentine) et mort le 30 avril 2012 dans la même ville.
Roig a fait ses premières études universitaires à l'Universidad Nacional de Cuyo, située à Mendoza en Argentine qui lui a conféré en 1949 le titre de professeur d'enseignement secondaire, normal et spécial en philosophie. Par la suite, Roig a poursuivi ses études à la Sorbonne. De retour en Argentine, il a commencé à enseigner la philosophie à l'Universidad Nacional de Cuyo à partir de 1955. Contraint de s'exiler pendant les années de la dictature militaire qui a sévi dans son pays, Roig a résidé pendant plusieurs années en Équateur, où il a été le directeur fondateur de l'Institut d'Études latinoaméricaines de l'Université pontificale catholique de Quito et chercheur à la Faculté latinoaméricaine de sciences sociales (FLACSO). De retour en Argentine, Roig a été directeur général du Centre régional de recherches scientifiques et techniques (CRICYT) et directeur fondateur de l'Institut de Sciences humaines, sociales et environnementales (INCIHUSA).
Roig est l'auteur d'une trentaine de livres et de nombreux articles scientifiques. L'un de ses premiers titres (Los krausistas argentinos (1969)) portait sur l'influence, en Argentine, de la pensée de Krause, préconisant la tolérance et la liberté universitaire.

## Œuvres
- Los krausistas argentinos (1969)
- El espiritualismo argentino entre 1850 y 1900 (1972)
- Platón o la filosofía como libertad y expectativa (1972)
- Esquemas para una historia de la filosofía ecuatoriana (1977)
- Teoría y crítica del pensamiento latinoamericano (1981)
- Filosofía, universidad y filósofos en América Latina (1981)
- El pensamiento social de Juan Montalvo (1984)
- El Humanismo ecuatoriano de la segunda mitad del siglo XVIII (1984)
- Bolivarismo y filosofía latinoamericana (1984)
- Narrativa y cotidianidad (1984)
- El pensamiento latinoamericano del siglo XIX (1986)
- La utopía del Ecuador (1987)
- Pensamiento filosófico de Hernán Malo González (1989)
- Historia de las ideas, teoría del discurso y pensamiento latinoamericano (1991)
- Rostro y filosofía de América latina (1993)
- El pensamiento latinoamericano y su aventura (1994)
- Ética del poder y moralidad de la protesta (1996)
- La universidad hacia la democracia (1998)

## Reconnaissances et distinctions
Argentina
- Distinción General José de San Martín (1994)
- Profesor Honorario (1994) - Universidad Nacional del Comahue
- Doctor Honoris Causa (1996) - Universidad Nacional de Río Cuarto
- Premio Konex 1996: Ética
- Doctor Honoris Causa (2007) - Universidad Nacional de San Luis

Cuba
- Visitante ilustre de la Universidad de las Villas (1993)

Ecuador
- Condecoración al mérito cultural (1983)
- Orden Nacional Honorato Vázquez (1992)
- Profesor Honorario (1994) - Université andine Simón Bolívar

Nicaragua
- Doctor Honoris Causa (1994) - Universidad Autónoma de Managua